# Флориан (фильм)
«Флориан» (пол. Florian) — польский чёрно-белый художественный фильм, снятый в 1938 году режиссёром Леонардом Бучковским.
Экранизация повести Марии Родзевич «Флориан из Большой Глуши».
Премьера фильма состоялась 28 октября 1938 года.

## Сюжет
Начало Первой мировой войны. Маленький городок на пограничье оккупируют немецкие войска. Жители спасают от реквизиции колокол под названием «Флориан». Альфред Рупейко любит Бронку, внучку помещика Верещинского, она отвечает ему взаимностью. Вскоре главный герой вступает в ряды польских легионов и идёт на войну.
Немцы оставляют городок. Но к нему приближаются отряды Красной Армии, которых выбивают легионеры. Бронка находит Альфреда в госпитале. Она счастлива, ведь любимый будет жить.
Конец войны. На колокольню торжественно возвращают «Флориана».

## В ролях
- Казимеж Юноша-Стемповский — Верещиньский, дед Бронки
- Станислава Ангель-Энгелювна — внучка Бронка
- Ежи Пихельский — Альфред, сын пани Рупейко
- Тадеуш Фиевский — внук Гавел
- Клеменс Мельчарек — внук Павел
- Зютек Кудла — внук Флорек
- Веслав Мею — внук Шимон
- Ванда Яршевская — пани Рупейко
- Стефан Хныдзиньский — Гореглад
- Тадеуш Бялощиньский — граф фон Фреден
- Юзеф Венгржин — немецкий генерал фон Шульц
- Хелена Гроссувна — Люсия, дочь органиста
- Янина Янецкая — Ева
- Юзеф Орвид — священник
- Чеслав Сконечны — пристав
- Станислав Гролицкий — комендант Фишер
- Бронислав Дардзиньский — деятель
- Феликс Жуковский — сержант Браун